# Kvinnor i svensk film

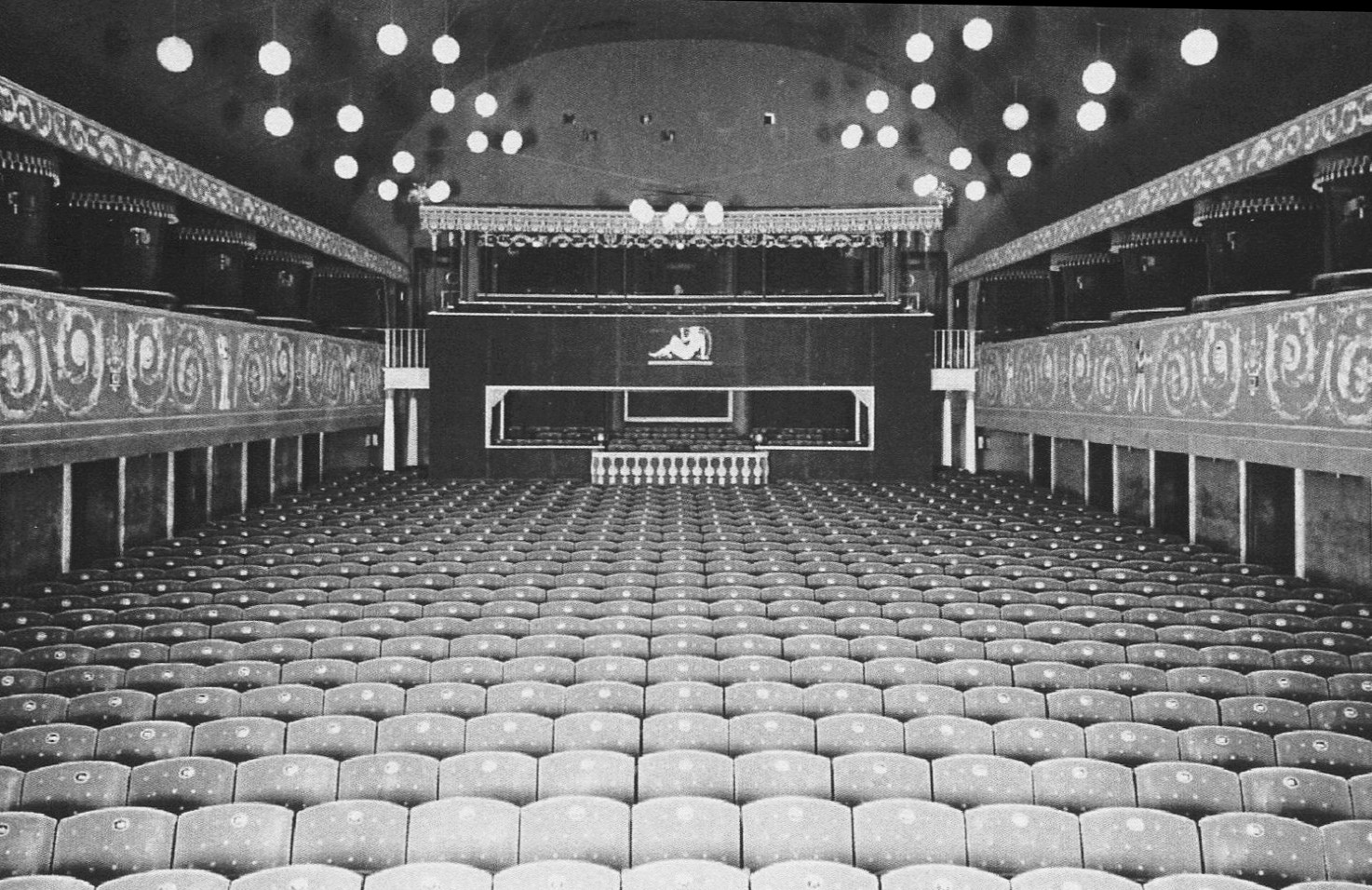
Skandiabiografens salong 1923.

Kvinnor i svensk film – kvinnliga filmregissörer, producenter och manusförfattare från 1911 fram till idag.

## 1911–1934

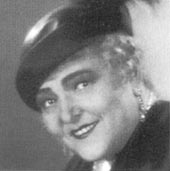
Karin Swanström

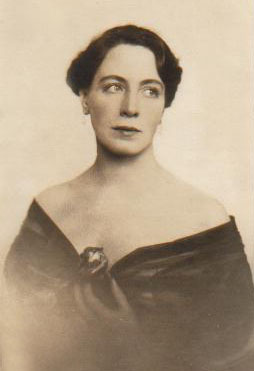
Pauline Brunius

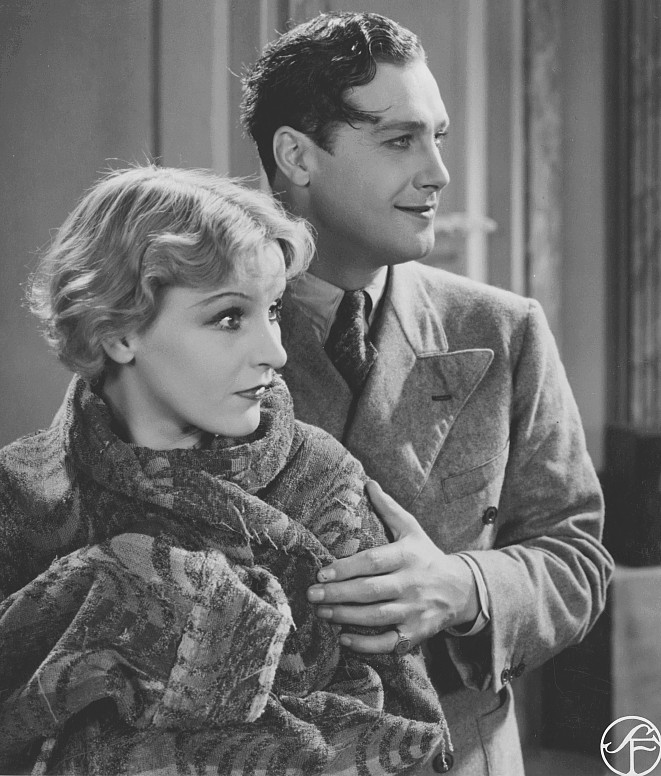
Tutta Rolf (med Allan Bohlin) i filmen Under falsk flagg 1935.

Mai Zetterling

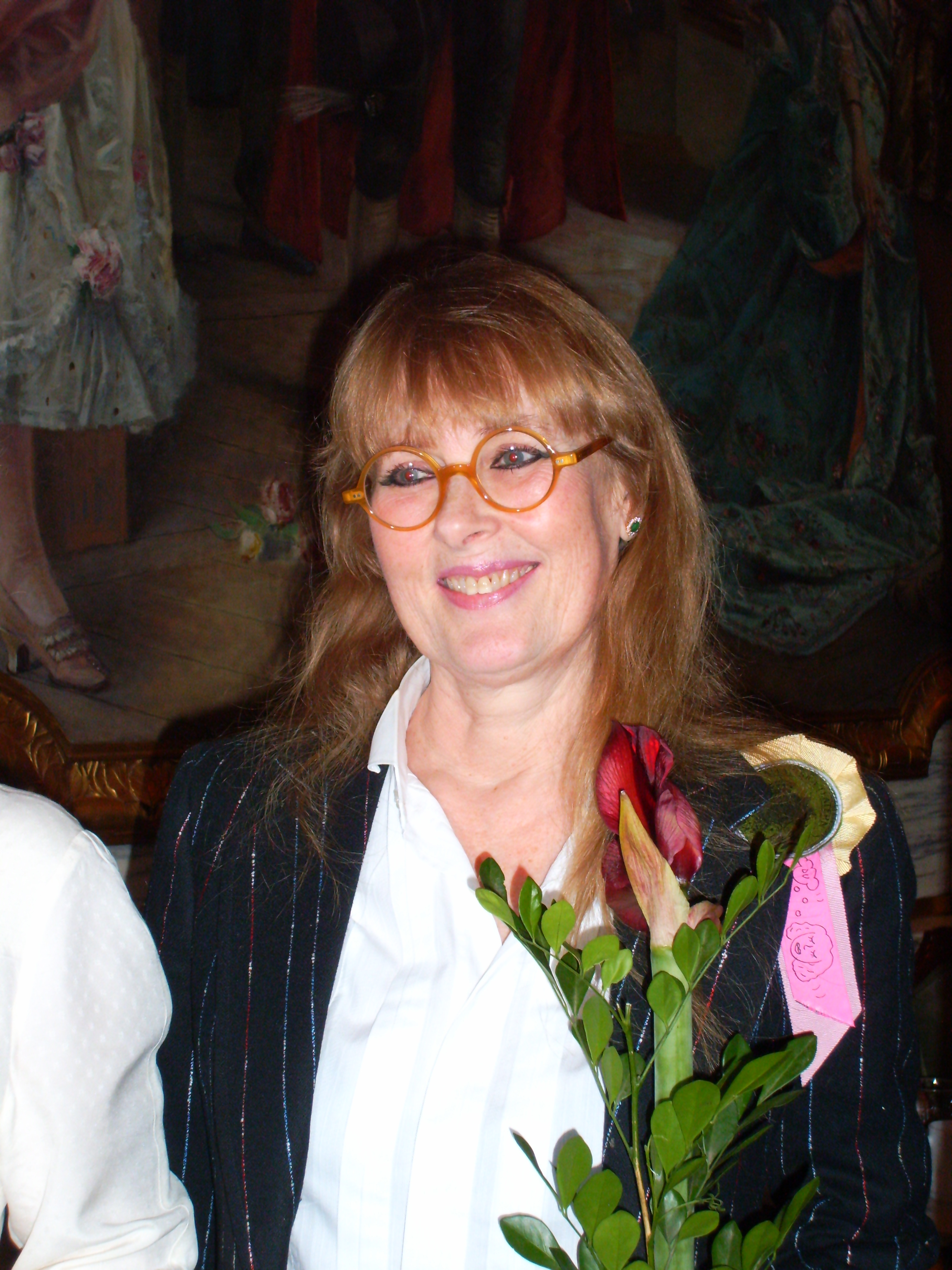
Marie-Louise Ekman

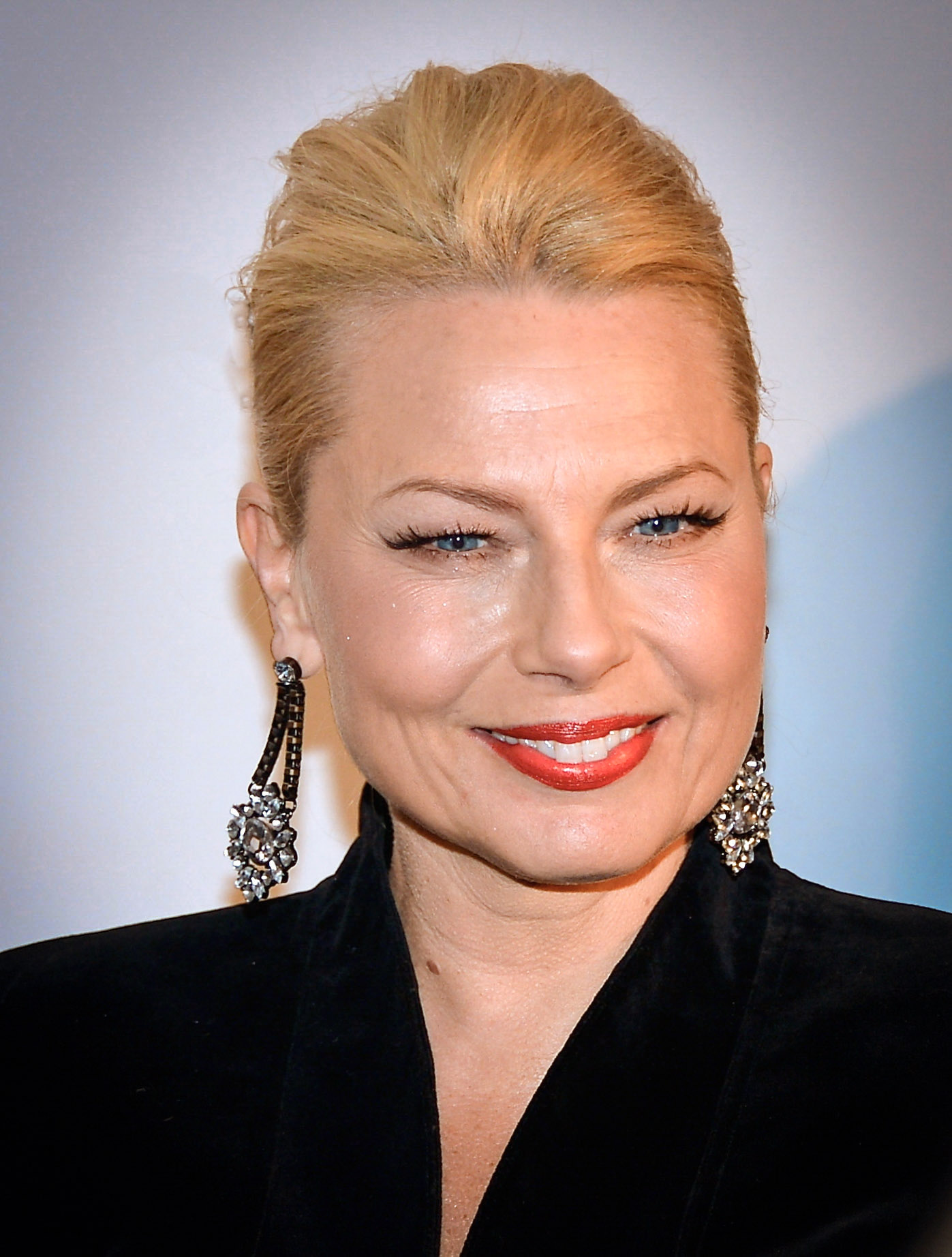
Helena Bergström

Vid sekelskiftet 1800/1900 kommer filmen till Sverige, man visar franska, engelska och amerikanska stumfilmer. Det är en lukrativ verksamhet och biografägarna börjar snart producera egna filmer. Omkring 1906 görs den första svenska filmen, en journalfilm, och några år senare kommer kortare spelfilmer. 
Stockholms biokung vid denna tid, biografägaren och f.d. hästhandlaren Nils Petter ”Häst-Nisse” Nilsson, engagerar 1911 skådespelerskan och teaterledaren Anna Hofman-Uddgren som regissör. Hon blir Sveriges första kvinnliga filmregissör. Under 1911 och 1912 regisserar hon sex filmer, bland annat gör hon Systrarna efter manus av Elin Wägner och kortversioner av Strindbergs pjäser Fadren och Fröken Julie.
1919 bildas SF (AB Svensk Filmindustri) genom en sammanslagning av AB Svenska Biografteatern och Filmindustri AB Skandia. Genom sammanslagningen kom SF att äga 70 biografer. 
Under 10- och 20-talen finns tre kvinnliga författare som skriver filmmanus. Selma Lagerlöf gör bland annat en bearbetning av sin roman Körlkarlen som filmas av Victor Sjöström 1921. En annan Lagerlöfroman, Jerusalem, bearbetas av Ester Julin 1920. Filmen får titeln  Karin Ingmarsdotter och regisseras även den av Sjöström. Ester Julin skriver mellan 1915 och 1926 tio filmmanus. Hedvig Svedenborg skriver manus till två filmer, den mest kända Löjtnant Galenpanna regisseras av George af Klercker  1917.
Karin Swanström, skådespelareska och teaterdirektör, regisserade vid mitten av 1920-talet fyra filmer, en av dessa var Flickan i frack efter Hjalmar Bergmans roman. Mellan 1933 och 1942 var hon chef för filmproduktionen samt producent vid Bonnierfilm och Svensk Filmindustri. Hon blev tongivande chef för SF:s filmproduktion under dessa år, det decennium då SF stod på höjden av sin filmproduktion, och anses därför vara en av de mest betydelsefulla kvinnorna i svensk filmhistoria.
Pauline Brunius, regisserade på 20-talet sex stumfilmer för SF/Skandia och 1934 en film med några ljudinslag. De tillhör genrerna salongskomedi och drama.  Vid denna tid drev hon även Oscarsteatern tillsammans med sin man John W. Brunius och Gösta Ekman. 1938  blev hon chef för Dramaten där hon stannade till 1948.
När ljudfilmen kom i början av 1930-talet, med större investeringar och teknisk utrustning, försvann kvinnorna. Uppdragen att regissera film gick nu så gott som uteslutande till män.

## 1934–1964
Under de trettio åren som gick mellan Pauline Brunius Falska Greta 1934 och Mai Zetterlings Älskande par 1964 regisserades endast fyra långfilmer av kvinnor. Detta är alltså under den period då SF:s filmproduktion är som störst. Alice Eklund co-regisserade Flickorna i Uppåkra 1936, Bodil Ipsen Bröllopsnatten 1947, Mimi Pollak Rätten att älska 1956 och Barbro Boman Det är aldrig för sent 1956. Tre kvinnliga författare skrev manus till runt tio filmer under dessa tre decennier - Barbro Alving, Ulla Isaksson och Kerstin Ekman. Vid mitten av 40-talet samarbetade Barbro Alving på fyra långfilmsmanus på litterära förlagor. Ulla Isaksson skrev manus till bland annat Kvinnohuset, regisserad av Hampe Faustman 1953 samt Nära livet 1958 och Jungfrukällan 1960, båda regisserade av Ingmar Bergman.  1960 skrev Kerstin Ekman tillsammans med Vic Suneson manuset till deckaren Tärningen är kastad. 

Det var egentligen först på 1960-talet som den brutna tråden från 10- och 20-talen togs upp igen och kvinnliga regissörer återkommer.

## 1964–1999
1964 gör Mai Zetterling den skandalomsusande Älskande par baserad på Agnes von Krusenstiernas romaner. Hon kom att göra fler omtalade filmer: Nattlek 1966, Doktor Glas 1968, och Flickorna 1968. Därefter hade hon svårare att få finansiering för sina projekt och återkom med en långfilm först 1982, Scrubbers, som producerades i England. Hennes nästa, och sista, långfilm blev den kritikerrosade Amorosa 1986. Än idag, i början på 2000-talet, framstår Mai Zetterling som en av de mest intressanta svenska filmregissörerna.
Under slutet av 1960-talet börjar kvinnor så sakteliga ta sig in i filmvärlden, framförallt inom dokumentärfilmen. Ingela Romare och Lena Ewert var med i gruppen som gjorde Den vita sporten om tennismatchen Sverige-Rhodesia i Båstad 1968. Maj Wechselmann gjorde 1973 dokumentärfilmen  Viggen 37 - ett militärplans historia som skapade en enorm debatt. 1977 följer Christina Olofson, tillsammans med Göran du Rées, den politiska teatercirkusen Tältet - Vem tillhör världen. Deras film med samma namn har premiär året därpå.  Agneta Elers-Jarleman gör 1983 dokumentären Smärtgränsen, om sin trafikskadade fästman, som blir mycket uppmärksammad och får en Guldbagge för bästa film.
Sveriges Television startade 1969 en andra kanal, TV 2, där flera kvinnliga dokumentärfilmare kom att göra sig bemärkta, bland andra Sonja Döhre, Noomi Liljefors, Birgitta Svensson, Märit Andersson, Gunila Ambjörnsson och filmfotografen Lena Hellman. TV2 hade även stor betydelse med sitt stöd till frilansande filmare. Dokumentärfilmaren Nina Hedenius var en av dem som återkommande stöddes av TV2.
På 1970 och 80-talen framträder en handfull kvinnliga spelfilmsregissörer; Marianne Ahrne, Fem dagar i Falköping 1975, Långt borta och nära 1976 och På liv och död 1986; Gunnel Lindblom, Paradistorg 1977, Sally och Friheten 1981; Birgitta Svensson med Mackan 1977, Inter Rail 1981 och Två solkiga Blondiner 1984; Marie- Louise (De Geer Bergenstråhle) Ekman, Barnförbjudet 1979, Moderna Människor 1983 och Stilleben 1985; Agneta Fagerström-Olsson med Seppan 1986, Suzanne Osten med filmen om sin mor, Mamma 1982 och Bröderna Mozart 1986, samt  Judith Hollander med Min pappa är Tarzan (1986). Regissören Inger Åby, som arbetade vid SVT, gjorde 1979 tv-filmen Kristina - en drottning begav sig till Rom. Den kom att bli den första av en rad prisbelönta musikfilmer som Åby regisserade under de följande decennierna.
Vid kvinnofilmsfestivalen i Creteil utanför Paris 1986 fick hela fyra svenska filmer priser: Agneta Fagerströms Seppan, Christina Olofsons dokumentär Dirigenterna, Agneta Elers-Jarlemans Ester och Suzanne Ostens Bröderna Mozart.
På 1990-talet kommer nya filmer av Marie- Louise Ekman, Agneta Fagerström-Olsson, Christina Olofson, Suzanne Osten, Maj Wechselmann, Gunnel Lindblom och Marianne Ahrne. Solveig Nordlund, som tidigare gjort film i Portugal,  gör en filmatisering av Henning Mankells roman Comédia Infantil 1998. Debuterar gör Lisa Ohlin med TV-serien Nattens Barn 1995 och långfilmen Veranda för en tenor 1998; Ella Lemhagen med Drömprinsen - filmen om Em 1996 och Lena Koppel med  Sanna ögonblick 1998, samt dokumentärfilmaren Mia Engberg med The Stars we are 1998.

## 2000 och framåt
| ” | "I januari 2006 skrev filmbranschen under ett nytt avtal där man bland annat fastställde att minst 40 procent av de regissörer, manusförfattare och producenter som får stöd av Svenska filminstitutet bör vara kvinnor. ”Bör”, som det står i Filmavtalet istället för "skall" som vi inom Wift anser att det skall stå. Målet ska vara nått till den 31 december 2010. Det står dock redan nu klart att filmbranschen kommer att misslyckas med att nå detta mål. (…) Hösten 2009 är 80 procent av långfilmerna regisserade av män. På producentsidan är siffran 70 procent och 77 procent av manuskripten är skrivna av män. Dessa siffror gällde även för hösten 2008 och våren 2009." -- ur Wift:s (Women in Film and Television) brev till Filminstitutets VD Cissi Elwin Frenkel, den 24 oktober 2009. | „ |

I början av maj 2010 publicerade SFI rapporten 00-talets regidebutanter och jämställdheten där det framgår att kvinnor stod för regin av 19% av decenniets totala utbud av spelfilmer.
Bland de 20 procenten, eller färre, filmer gjorda av kvinnor under seklets första decennium finner vi flera regisserade av nykomlingar;  Susan Taslimi,  Hus i helvete  2002; Teresa Fabik, Hip Hip Hora! 2004; Nahid Persson Sarvestani med den Guldbaggebelönade dokumentären Prostitution bakom slöjan, 2004; Maria Blom, Masjävlar, Guldbagge 2005; Kristina Humle, Krama mig 2005; Maria Essén, Som man bäddar … 2005; Lena Einhorn, Ninas resa, Guldbagge 2006; Ylva Gustavsson, Förortsungar, som fick Guldbagge 2007; Karin Westerlund, Gud, lukt och henne 2008; Lisa Siwe, I taket lyser stjärnorna 2009; Petra Revenue, Karaokekungen 2009, samt Lisa Langseth, Till det som är vackert, som fick Guldbagge för bästa manus 2011.
Flera skådespelerskor har också vidgat sitt verksamhetsfält till regi; Tova Magnusson-Norling, Fröken Sverige 2004, Gynekologen i Askim (TV) 2007, Fyra År Till  2010; Helena Bergström, Se upp för dårarna 2007, Så olika 2009, och Pernilla August med Guldbaggebelönade Svinalängorna 2010.
Måndagen den 18 januari 2010 presenterade Cissi Elwin, SFI:s vd, vårens svenska filmpremiärer. Av fjorton filmer var en regisserad av en kvinna.

Av de 22 svenska filmer som presenterades inför hösten 2012 var 3 regisserade av kvinnor (en spelfilm, en dokumentär, en kort barnfilm). 

## Stöd till kvinnliga filmare
I juni 2010 meddelade kulturminister Lena Adelsohn Liljeroth att regeringen beslutat ge ett bidrag på 1,1 miljoner kronor till unga kvinnliga filmare. Bidraget fördelas av Filminstitutet. Ett år senare, i mars 2011, beslutade regeringen att ge ytterligare 6,5 miljoner för åren  2012-2014.
Våren 2011 tillkännagjorde  Git Scheynius, VD för Stockholms Filmfestival, att festivalen instiftat ett stipendium om 5 miljoner kronor till kvinnliga filmare. Stipendiet som sponsras av flera privat bolag och Filminstitutet täcker produktionskostnaderna för en lågbudgetfilm och garanterar biografdistribution.

## Kvinnor i svensk film (urval)

### Spelfilmsregissörer
| - Marianne Ahrne - Lisa Aschan - Pernilla August - Helena Bergström - Maria Blom - Pauline Brunius (1881–1954) - Malin Dahl - Catti Edfeldt - Susanna Edwards - Marie-Louise Ekman - Agneta Elers-Jarleman - Maria Essén - Teresa Fabik - Agneta Fagerström-Olsson - Ylva Gustavsson - Anna Hofman-Uddgren (1868–1947) - Kristina Humle - Lena Koppel | - Ella Lemhagen - Gunnel Lindblom - Tova Magnusson-Norling - Solveig Nordlund - Anna Odell - Lisa Ohlin - Christina Olofson - Suzanne Osten - Gabriela Pichler - Petra Revenue - Karin Swanström (1873–1942) - Susan Taslimi - Ingrid Thulin - Liv Ullmann - Karin Westerlund - Ann Zacharias - Mai Zetterling (1925–1994) |

### Dokumentärfilmsregissörer
| - Helena Ahlsson - Leyla Assaf-Tengroth - Åsa Blanck - Ewa Cederstam - Susanna Edwards - Lena Einhorn - Agneta Elers-Jarleman - Mia Engberg - Agneta Fagerström-Olsson - Åsa Faringer - Nina Hedenius | - Lena Hellman (1946–1996) - Susanne Khardalian - Karin af Klintberg - Brita Landoff - Lisa Munthe - Cecilia Neant-Falk - Maud Nycander - Christina Olofson - Nahid Persson Sarvestani - Ingela Romare - Maj Wechselmann - Mia Thermaenius |

### Animatörer
- Anna Erlandsson
- Lotta Geffenblad
- Ulla-Karin Grafström
- Ylva-Li Gustavsson
- Birgitta Jansson (1944–1985)
- Jessica Laurén
- Klara Swantesson

### Manusförfattare

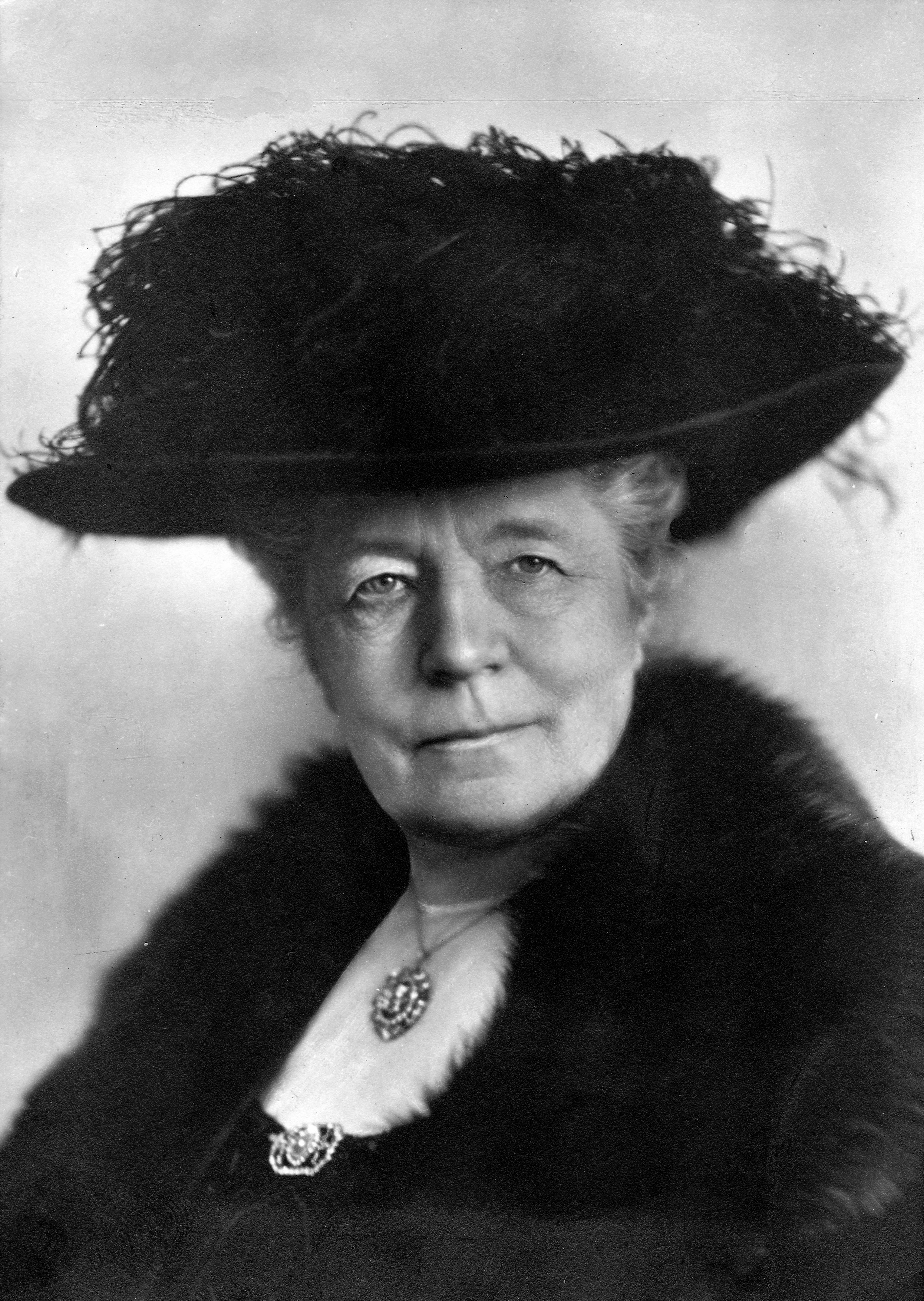
Selma Lagerlöf

- Karin Arrhenius
- Cecilia Börjlind
- Inger Edelfeldt
- Sara Heldt
- Rita Holst
- Ulla Isaksson (1916–2000)
- Ester Julin (1885–1931)
- Malin Lagerlöf
- Selma Lagerlöf (1858–1940)
- Carina Rydberg
- Anette Skåhlberg
- Hedvig Svedenborg (1872–1962)
- Marianne Willtorp
- Elin Wägner (1882–1949)

### Producenter
- Anna Anthony
- Katinka Faragó
- Lisbet Gabrielsson
- Stina Gardell
- Kraska Krosny
- Christina Olofson
- Anita Oxburgh
- Karin Swanström (1873–1942)